# Танака Какуей

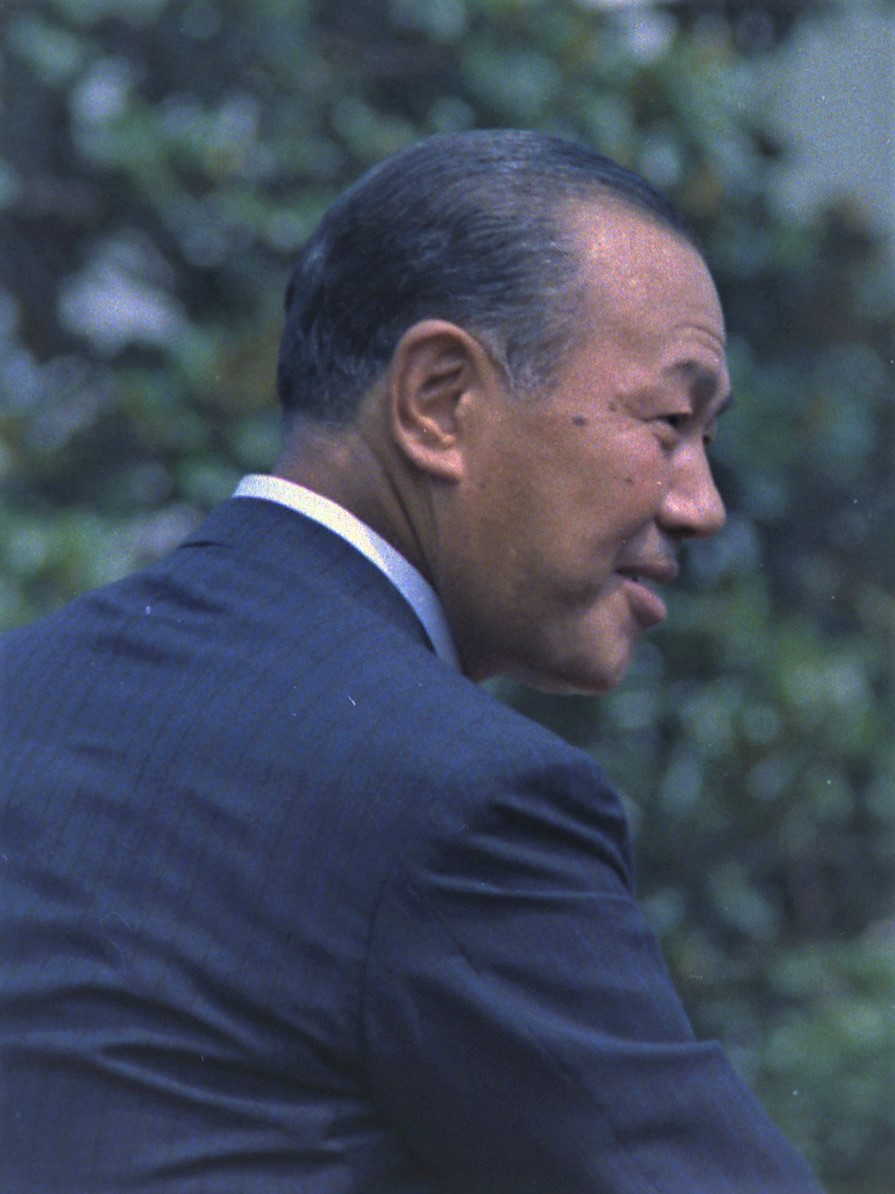
Танака Какуей

Тана́ка Какуе́й (яп. 田中角栄, たなかかくえい; нар. 4 травня 1918, Футада — пом. 16 грудня 1993, Токіо) — японський державний і політичний діяч, прем'єр-міністр Японії (1972–1974).

## Біографія
Народився в префектурі Ніїґата.
1947 року обраний депутатом Палати представників Парламенту Японії. 1972 року заступив на пост прем'єр-міністра країни, досяг нормалізації японсько-китайських відносин після Другої світової війни. Намагався реалізувати «план реорганізації Японського архіпелагу», що викликало галопуючу інфляцію та спекуляції на ринку землі. 1974 року був змушений піти у відставку.
У 1976 заарештований через корупційний скандал з компанією Локгід. 1983 року був засуджений до 4 років ув'язнення та сплату штрафу у розмірі 500 мільйонів єн. Після апеляції, судовий процес тягнувся до 1993 року і був припинений у зв'язку зі смертю звинувачуваного.